# 褐色矮星
褐色矮星 (かっしょくわいせい、英: brown dwarf）とは、その質量が木星型惑星より大きく、赤色矮星より小さな超低質量天体の分類である。軽水素 (1H) の核融合を起こすには質量が小さすぎるために恒星になることができない亜恒星天体の分類の一つである。

## 概要

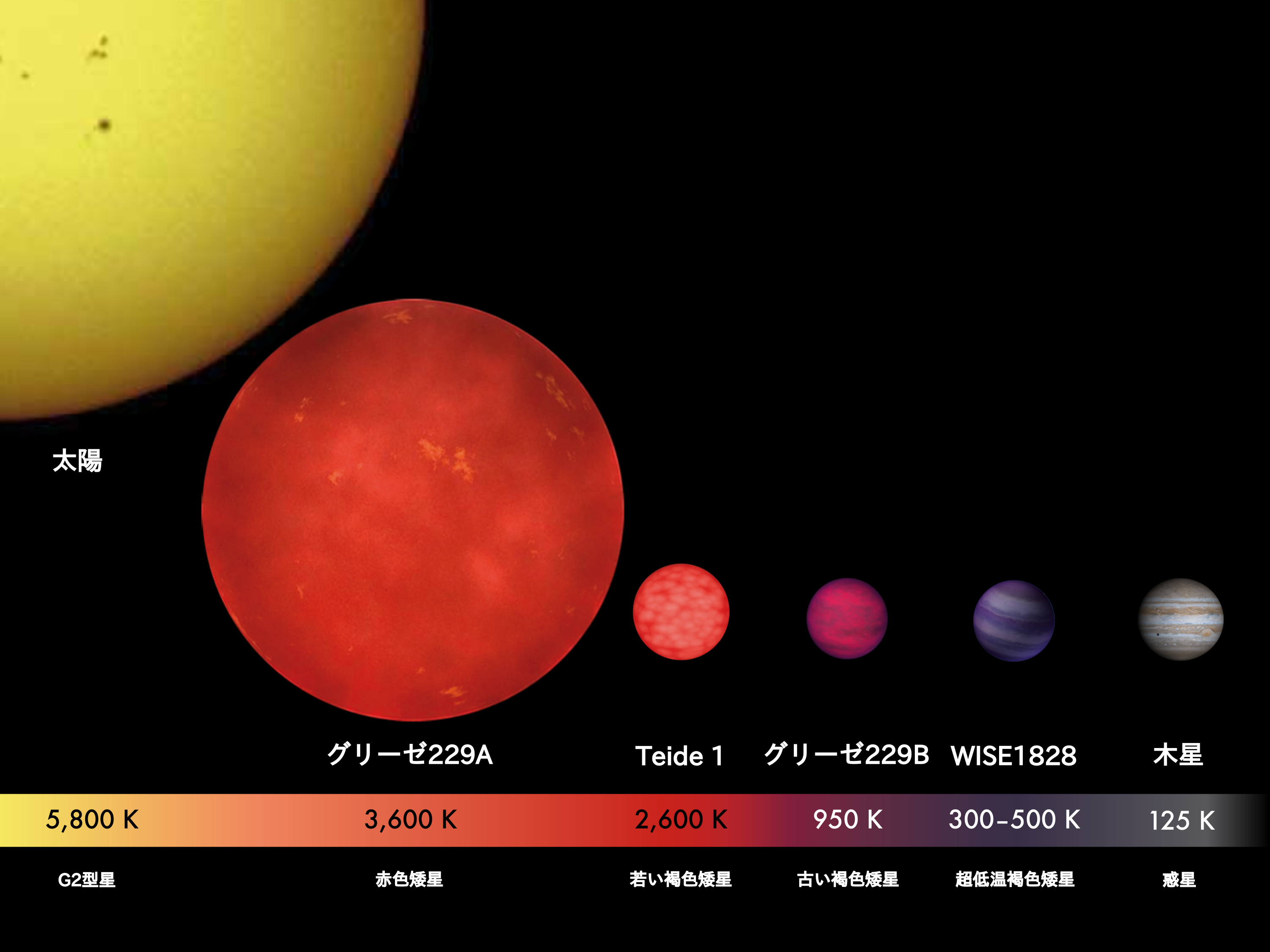
褐色矮星と恒星、惑星の大きさの比較。左から太陽 (主系列星)、グリーゼ229A (主系列星)、Teide 1 (褐色矮星)、グリーゼ229B (褐色矮星)、WISE 1828+2650 (褐色矮星)、木星 (惑星)。

原始星において、軽水素の核融合が始まるためには核の温度が 300万–400万 K を超えなければならず、そのためには最低でも太陽のおよそ 8% 以上 (木星質量の 75–80 倍以上) の質量が必要である。それ以下の質量しか持たない星では軽水素による核融合反応は起こらないが、軽水素よりも低温で核融合を起こす重水素 (2H) の核融合、およびリチウム (7Li) の核融合は起こる。これに必要な質量はだいたい太陽の 1% 程度、木星の13倍程度と考えられている。すなわち、褐色矮星の質量は木星質量の13倍から 75–80 倍 (およそ 2.5×1028 kg から 1.5×1029 kg までの、最も重い巨大ガス惑星と最も軽い恒星の間の範囲である。これよりも軽い質量を持つ天体は準褐色矮星、あるいはしばしば自由浮遊惑星と呼ばれる。またこれよりも重い質量の場合は、スペクトル型が M9V の赤色矮星となる。なお、褐色矮星の基準に関しては、核融合反応があるかどうかよりも、その形成過程で定義するべきという議論も存在する。
褐色矮星内部では重水素の核融合が発生するものの、重水素の存在比率は低いため核融合反応は短期間で停止し、そのまま冷却していくことになる。これが褐色矮星であり、分類上は恒星にも惑星にも入らない。褐色矮星の内部は全領域で対流が発生していると考えられ、層構造や深さによる化学組成の分化はしていない。
恒星はスペクトル分類によってクラス分けされるが、褐色矮星のスペクトル型は M、L、T、Y型に分類される。その名前に反して、褐色矮星は褐色には見えない。多くの褐色矮星は人間の目にはマゼンタ色、もしくはオレンジ色や赤色に見えると思われる。褐色矮星は可視光線の波長では、あまり明るくない。
一般的に、恒星が星雲から誕生する際には、大質量星よりも小質量星の方が多く誕生する。この傾向が褐色矮星にまで延長して当てはめられるかどうか、すなわち低質量の褐色矮星が恒星よりも多数存在するかどうかについては互いに矛盾する観測結果が報告されており、星形成領域ごとに褐色矮星の誕生しやすさに差がある可能性も含めて、まだ結論は出ていない。
褐色矮星を公転する惑星 (惑星質量天体) が発見されており、2M1207b や MOA-2007-BLG-192Lb、2MASS J04414489+2301513 が例である。
6.5 光年の距離には、知られている中で太陽系に最も近い褐色矮星 WISE J104915.57-531906.1 (Luhman 16) が存在する。この天体は褐色矮星同士の連星を成しており、2013年に発見された。HR 2562 b は NASA Exoplanet Archive には最も重い系外惑星として掲載されているが、推定質量は 30 ± 15 木星質量であり、惑星と褐色矮星の境界とされる 13 木星質量より2倍以上重い。

## 歴史

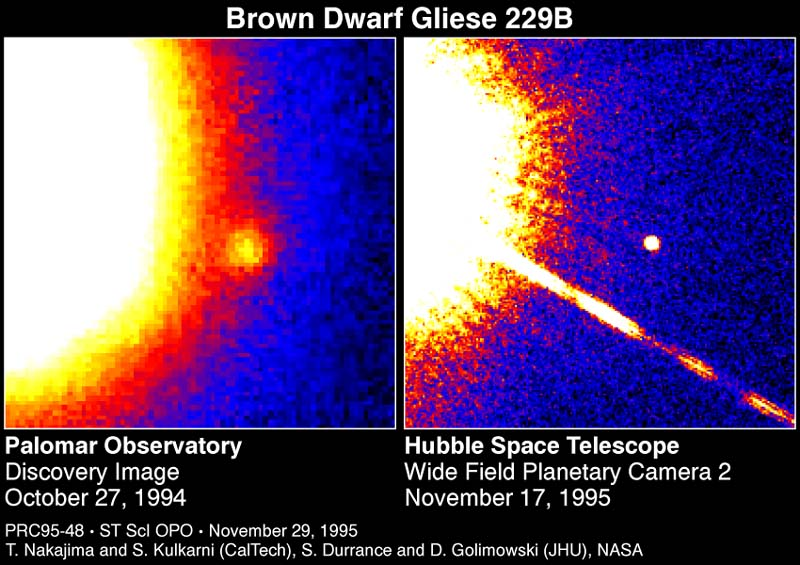
赤色矮星グリーゼ229Aを公転する褐色矮星グリーゼ229Bの画像。小さい方の天体がグリーゼ229Bであり、木星質量の 20-50 倍の質量を持つ。うさぎ座にある天体であり、地球からの距離はおよそ19光年である。

### 初期の理論的研究
現在「褐色矮星」(brown dwarfs) と呼ばれている天体の存在は、1960年代に Shiv S. Kumar によって理論的に予測された。また1963年には林忠四郎と中野武宣によって、0.08太陽質量よりも軽い星は水素核融合を起こさず、高い電子縮退状態に向けて収縮することを発見した。このような天体は当初は「黒色矮星」(black dwarf) と呼ばれており、水素の核融合を維持できるほどの質量を持たず、宇宙空間を浮遊している暗い亜恒星天体を指す分類であった。しかし、黒色矮星という名前は冷たい白色矮星を指す用語として既に使用されており、赤色矮星は水素燃焼を起こすこと、また褐色矮星はその一生の初期段階では可視光線の波長で明るくなる可能性があると考えられた。そのため、これらの天体を指す名称としてプラネターや substar などを含む代替の名前が提案された。1975年にジル・ターター が近似的な色として "brown" を用い、"brown dwarfs" という名称で呼ぶことを提案した。この brown は実際の色そのものを示しているのではない。
黒色矮星という名称はその後も、一定量の光を放射しなくなる段階まで冷却が進んだ白色矮星を指す言葉として使用され続けている。しかし最も軽い部類の白色矮星であっても、その温度にまで冷却するには現在の宇宙の年齢よりも長い時間が必要だと計算されている。そのため、このような天体はまだ存在しないと考えられている。
最も低質量の恒星の性質および水素燃焼の限界となる質量に関する理論研究では、0.07太陽質量よりも軽い種族Iの星と0.09太陽質量より軽い種族IIの星は通常の恒星のような進化は辿らず、完全に縮退した星になると考えられた。水素燃焼を起こす最小質量の初めての自己整合的な計算が1963年に林忠四郎と中野武宣によって行われ、種族Iの天体の場合は水素の核融合を起こすことが出来る質量の下限は 0.07-0.08 太陽質量の間であることが確認された。

### 重水素核融合
1980年代になって、0.012太陽質量以上の質量を持つ天体では重水素の核融合が起きることが発見され、また褐色矮星の低温な外層大気でのダスト形成の影響が発見されたことにより、これらの理論には疑問が投げかけられた。しかしこのような天体は可視光をほとんど放射しないため、発見することが困難であった。褐色矮星が最も強く放射をする波長は赤外線であり、その当時の地上の赤外線検出器はいかなる褐色矮星も確実に同定できるほどの精度は持っていなかった。
以降、様々な手法を用いた多数の探索によって褐色矮星が捜索されてきた。これらの手法には、散在星の周囲での多色撮像サーベイ、主系列星と白色矮星の暗い伴星の撮像サーベイ、若い星団のサーベイ観測、近接した伴星の視線速度からの探索などを含んでいる。

### GD 165B とL型天体
何年にもわたって、褐色矮星を発見しようという試みは実りのないものであった。しかし1988年になって、白色矮星の赤外線での探査によって GD_165 として知られていた天体に暗い伴星が発見された。伴星である GD 165B のスペクトルは非常に赤く奇妙なものであり、低質量の赤色矮星が示すであろう特徴を持っていなかった。GD 165B は、これまでに知られていた晩期M型矮星よりもずっと低温な天体に分類されるべきであるということが明確となった。この天体は、後に 2MASS (Two Micron All-Sky Survey) によって似た色とスペクトルの特徴を示す天体が多数発見されるまでの10年程度の間、この種の特徴を示す唯一の天体であった。
今日では、GD 165B は現在「L型矮星」と呼ばれている天体の分類の原型であると認識されている。
GD 165B が発見された直後に、別の褐色矮星候補天体も報告された。しかしリチウムが欠如していることからそれらの大部分は恒星であることが示された。恒星の場合は1億年強の間にリチウム燃焼によってリチウムを消費するのに対し、褐色矮星の場合は温度と光度は恒星に近い値になりうるものの、リチウム燃焼は起こさない。従って、1億歳よりも年老いた天体においてリチウムが検出された場合、その天体は褐色矮星であることが確認できる。

### グリーゼ229BとT型天体 - メタン矮星
1995年に Teide 1 とグリーゼ229Bという2つの疑いようのない亜恒星天体が発見されたことにより、褐色矮星の研究は大きく変化した。これらの天体からは、670.8 nm のリチウムのスペクトル線が検出された。またグリーゼ229Bは、温度と光度が恒星が取りうる範囲よりも十分低いことが判明した。また、中島紀のグループにより直接撮像と分光観測に成功し、スペクトルが恒星よりむしろ木星に近いことが示された。
グリーゼ229Bの近赤外線のスペクトルは、2 µm でのメタンの吸収バンドが明確に見られた。この特徴は、これまでは巨大ガス惑星と土星の衛星タイタンの大気でのみ見られていたものであった。主系列星の場合はいかなる温度であってもメタンの吸収は見られない。この発見により、L型矮星よりもさらに低温で、現在では「T型矮星」として知られている新しいスペクトル分類が作られた。グリーゼ229BはT型矮星の原型である。

### Teide 1 - 初めてのM型褐色矮星
初めて確認された褐色矮星は、スペインの天文学者 Rafael Rebolo、María Rosa Zapatero Osorio、Eduardo Martín によって1994年によって発見された。プレアデス星団の中に発見されたこの天体は、Teide 1 という名前が付けられた。この天体の発見論文は1995年5月にネイチャー誌に投稿され、同年9月14日に出版された。ネイチャー誌はその号の表紙で "Brown dwarfs discovered, official" (褐色矮星が公式に発見された) と強調した。
Teide 1 は、カナリア天体物理研究所 (IAC) のチームによって、1994年1月にテイデ天文台の 80 cm 望遠鏡 (IAC 80) を用いて取得された画像の中から発見された。またこの天体のスペクトルは、ロケ・デ・ロス・ムチャーチョス天文台の 4.2 m ウィリアム・ハーシェル望遠鏡を用いて1994年12月に取得された。Teide 1 は若いプレアデス星団の一員であるため、距離、化学組成と年齢は推定することが可能である。この時点で最も先進的だった恒星と亜恒星天体の進化モデルを用いて、観測チームは Teide 1 の質量を 55 ± 15 木星質量と推定した。これは恒星となるための下限質量を下回るものである。この天体は、その後の若い褐色矮星に関連した研究における参考となった。
理論的には、65木星質量よりも軽い褐色矮星は、その進化のいかなる段階でもリチウムを熱核融合で燃焼することはできない。この事実は、低光度で低表面温度の天体が恒星ではないことを判断するために用いられるリチウムテストの原則の1つとなっている。
1995年11月にケック望遠鏡を用いて得られた高品質のスペクトルデータでは、Teide 1 はプレアデス星団を形成する元となった分子雲の初期のリチウム存在度を依然として保っていることが示され、核でリチウムの熱核融合が発生していないことが証明された。これらの観測によって Teide 1 が褐色矮星であることが確実となり、また分光観測でのリチウムテストの有効性を示すことにもなった。
同時に、Teide 1 は直接観測によって同定された中では最も小さな太陽系外の天体であった。この天体の発見以降、1800 個を超える褐色矮星が同定されている。それらの中には、より地球に近く、12光年の太陽に似た恒星に重力的に束縛された褐色矮星の連星であるインディアン座ε星Ba と Bb、6.5光年の距離にある褐色矮星同士の連星系 WISE J104915.57-531906.1 がある。

## 理論
恒星の誕生の一般的なメカニズムは、ガスと塵からなる冷たい星間分子雲の重力収縮を介するものである。分子雲が収縮するにつれ、ケルビン・ヘルムホルツ機構によって温度は上昇する。この過程の初期段階では収縮するガスはエネルギーの大部分を急速に放射して冷えるため、収縮は継続する。その後、次第に中心領域が放射を捕獲するほど十分に高密度となる。そのため、収縮する分子雲の中心温度と密度は時間の経過に従って急激に上昇し、収縮は減速する。これは、原始星の核で熱核融合が発生するのに十分な温度と密度の条件になるまで継続する。大部分の星においては、星の核での核融合反応によって生み出されるガス圧と放射圧は、天体をさらなる重力収縮に対抗して支える力として働く。その結果静水圧平衡状態が実現され、恒星はその寿命の大部分を水素を燃焼してヘリウムに変換する主系列星として過ごすこととなる。
しかし、原始星の質量が0.08太陽質量よりも軽かった場合、核で通常の水素の核融合反応が開始しない。重力収縮は小さい原始星の温度を効率的に上昇させることが出来ず、核の温度が核融合を引き起こすのに十分な温度に到達するよりも前に、密度は電子縮退圧に到達してしまう。褐色矮星の内部モデルによると、核の密度、温度と圧力に対して予想される典型的な値は以下の通りである。
- {\displaystyle 10\,\mathrm {g/cm^{3}} \,\lesssim \,\rho _{c}\,\lesssim \,10^{3}\,\mathrm {{g}/{cm^{3}}} }
- {\displaystyle T_{c}\lesssim 3\times 10^{6}\,\mathrm {K} }
- {\displaystyle P_{c}\sim 10^{5}\,\mathrm {Mbar} .}

これは、この原始星は水素の核融合反応を維持するのに必要な条件に到達する十分な質量を持たず、十分な密度も持たないことを意味する。降着してくる物質は、電子縮退圧によって核融合の継続に必要な密度と圧力に到達するのを阻害される。
このようにしてさらなる重力収縮が妨げられ、結果として "failed star" (恒星になり損ねた星)、褐色矮星となる。その後褐色矮星は、内部の熱エネルギーを放射して単に冷却していくだけの天体となる。

### 大質量の褐色矮星と低質量の恒星
褐色矮星には通常リチウムが存在しており、低質量の恒星には存在していない。水素燃焼を起こすために十分な高温に到達できる恒星では、リチウムは急速に減少する。リチウム7と陽子の核融合では、ヘリウム4原子核2つが合成される。この反応に必要な温度は水素核融合を起こすために必要な温度よりわずかに低い。低質量の恒星では、対流によって恒星全体のリチウムがいずれ使い果たされることになる。そのため、褐色矮星候補天体においてリチウムのスペクトル線が存在することは、この天体が実際に亜恒星天体であることを示す強い指標となる。

### リチウムテスト
褐色矮星の可能性がある天体を低質量の恒星と区別するためにリチウムを用いる手法は「リチウムテスト」と呼ばれる。これは、天体のスペクトル中にリチウムの吸収線が見られるか否かでその天体が褐色矮星であるか否かを判別する手法である。リチウムは、ビッグバンの際に水素やヘリウムとともに合成されて宇宙に広く存在するため初期の星にも含まれる元素であるが、軽水素核融合が起きる温度（3×106K）よりも低い温度（2.5×106K）で核融合反応が起こってヘリウムに変わるため、軽水素核融合が起こるような通常の恒星では星内部の対流によって星全体のリチウムが短期間で消費し尽くされており、リチウムのスペクトルは見られない。従ってこのスペクトルが見られる場合、その天体は褐色矮星である可能性が高い。この手法は、Rafael Rebolo、Eduardo Martín、Antonio Magazzu によって考案された。しかし、非常に若い恒星ではリチウムが燃焼し切るための十分な時間が経過していないため、リチウムが見られる。
太陽のようにより重い恒星でも、外層にリチウムを含んでいる場合がある。これは外層はリチウム燃焼を起こすほど高温にならず、また対流層がリチウムが急速に消費される核と混合しないことによる。ただしこれらの大きな恒星の場合は、そのサイズと光度の違いから、褐色矮星と区別するのは容易である。
対照的に、褐色矮星の中でも大きな質量を持つものは、年齢が若いうちにリチウムを消費するのに十分な高温になることができる。質量が木星の65倍よりも重い褐色矮星では、年齢が5億歳の段階までにリチウムを燃焼させることができる。そのため、リチウムテストによる判定は完璧ではない。

#### 大気中のメタン
恒星とは異なり、年老いた褐色矮星はしばしば非常に長い期間に渡って十分に低温になり、高温の天体では存在できないメタンが観測可能な量存在することができる。この手法で確認された褐色矮星の例として、グリーゼ229Bが挙げられる。

#### 鉄の雨
形成直後の主系列星は冷えていくが、最終的には定常的な核融合によって維持される最小の放射光度に到達する。しかし褐色矮星はその一生にわたって徐々に冷えて暗くなっていく。そのため十分に年老いた褐色矮星は検出できないほどに暗くなる。
大気の対流過程の一部としての鉄の雨は、小さい恒星では発生しないが、褐色矮星でのみ可能である。鉄の雨に関する分光学的研究は現在も進行中であるが、すべての褐色矮星が鉄の雨による特徴を持つわけではない。2013年には、近接連星系の伴星である WISE 1049-5319 B の、鉄を含んだ不均一な大気が撮像された。

### 低質量の褐色矮星と大質量の惑星

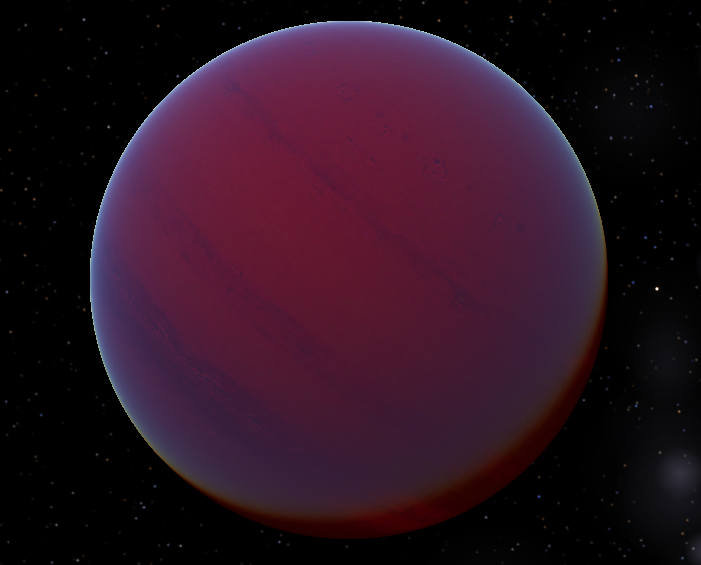
恒星 HD 29587 の周りの褐色矮星 HD 29587 b の想像図。木星質量の 55 倍の質量を持つと推定されている。

恒星と同様に褐色矮星は独立して形成されるが、恒星とは異なり核融合が「点火」するのに十分な質量を持たない。すべての恒星と同様に、褐色矮星は単独で、あるいは他の恒星に非常に近接して存在しうる。いくつかは恒星を公転し、また惑星と同様に離心率のある軌道を持つ。

#### サイズと核融合の曖昧さ
褐色矮星はおおむね木星と同程度の半径である。褐色矮星のうち最も大質量側のもの (60-90木星質量) は、白色矮星と同様に主に縮退圧によって体積が決まる。最も低質量側のもの (10木星質量) は、惑星と同様に主にクーロン障壁によって体積が決まる。結果的に、褐色矮星の密度は質量に応じて大きく変化するのに対して、半径は取りうる質量の範囲にわたってわずか 10-15% しか変化しない。このことが、褐色矮星を惑星と区別することを難しくしている。
さらに、多くの褐色矮星は核融合を起こさない。褐色矮星が取りうる質量範囲の下端 (13木星質量未満) では重水素の核融合を起こすほどの温度に到達せず、60木星質量を超える重いものであっても、1000万年が経過して核融合を起こさなくなった後は急速に冷える。

#### 熱スペクトル
X線と赤外線のスペクトルは、その天体が褐色矮星であることを示す明白な兆候である。いくつかの褐色矮星はX線を放射する。また全ての「温かい」褐色矮星は、惑星に近い温度 (1000 K) に冷えるまでの間、赤い可視光線や赤外線のスペクトルで輝く。
巨大ガス惑星は褐色矮星の一部の特徴を持つ。太陽と同様に、木星と土星はどちらも水素とヘリウムが主成分である。土星は木星の30%の質量しか持たないが、サイズは木星よりも少し小さい程度である。太陽系内の巨大惑星のうち木星、土星、海王星の3つは、太陽から受け取る熱量よりも多くの熱 (最大で2倍) を放射している。そして4つの全ての巨大惑星は、独自の「惑星」系、すなわち衛星を持っている。

#### 現在のIAUの基準
現在国際天文学連合 (IAU) では、重水素の熱核融合の限界質量である13木星質量を超える天体を褐色矮星、一方でこれより軽い質量を持つもの (かつ恒星もしくは恒星の残骸を公転しているもの) を惑星とみなしている。
13木星質量という質量の境界は物理的に正確な意味を持つものではなく、経験則に基づくものである。より大きな天体は自らが持つ重水素のほとんどを燃焼し、小さいものはわずかしか燃焼しない。そして13木星質量という値はその中間に位置している。燃焼に使われる重水素の量は、天体の組成、特にヘリウムと重水素の存在量に依存する。さらに、大気の不透明度を決め、結果として輻射冷却率を決めている重元素の割合にも依存する。
太陽系外惑星のデータをまとめているウェブサイトでは、褐色矮星とされる質量の範囲の天体も一部掲載されている。例として、太陽系外惑星エンサイクロペディアは25木星質量の天体までを掲載しており、Exoplanet Data Explorer では24木星質量の天体までを掲載している。

#### 準褐色矮星

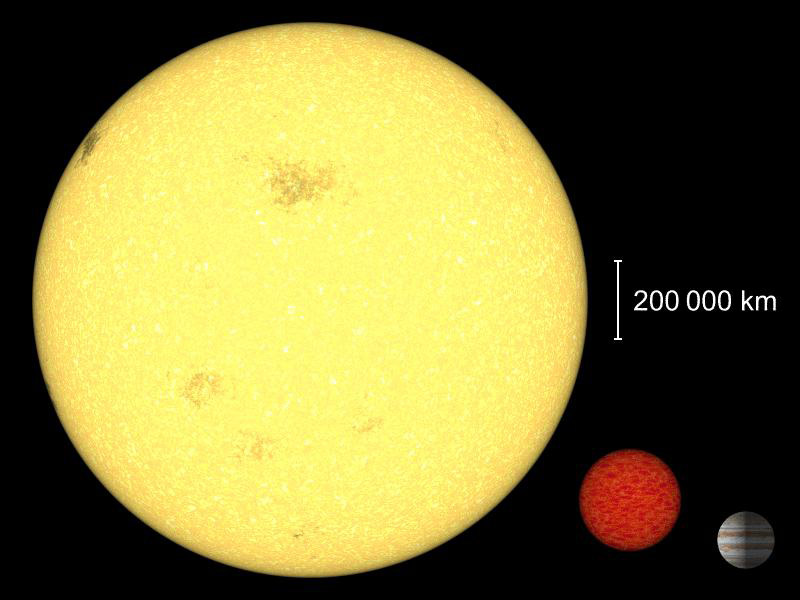
太陽、若い準褐色矮星、木星のサイズの比較。準褐色矮星は年老いるにつれ、徐々に冷却して収縮する。

準褐色矮星 (英: sub-brown dwarf) と呼ばれる13木星質量を下回る天体は、恒星や褐色矮星と同じ経路で形成される (つまりガス雲の収縮を介して形成される) が、重水素の核融合を起こすことのできる限界を下回る質量を持つ。
一部の研究者たちはこのような天体を自由浮遊惑星 (英: free-floating planet) と呼んでいるが、別の研究者たちは惑星質量の褐色矮星 (英: planetary-mass brown dwarf) と呼んでいる。

## 褐色矮星のスペクトル分類

### M型褐色矮星

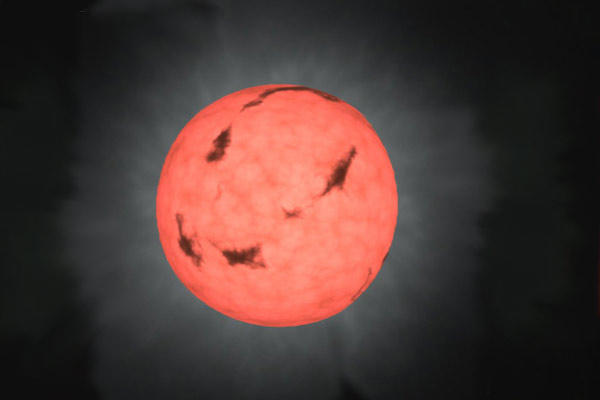
晩期M型矮星の想像図。

褐色矮星の中には、スペクトル分類で M6.5 やそれよりも晩期に分類されるものがある。これらは晩期M型矮星とも呼ばれる。この分類に属する褐色矮星は、一部の研究者の中では赤色矮星とみなされる場合もある。

### L型褐色矮星

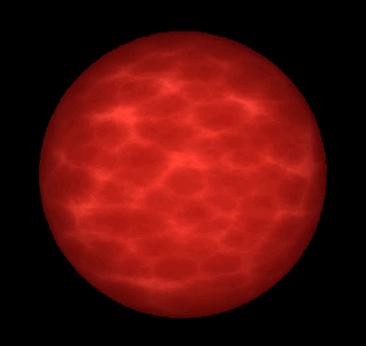
L型褐色矮星の想像図。

長年使用されてきた古典的な恒星の分類の中で最も低温なスペクトル型であるM型は、可視光線でのスペクトルが酸化チタン(II) (TiO) と酸化バナジウム(II) (VO) 分子の吸収バンドで占められている。しかし、白色矮星 GD 165 の低温な伴星である GD 165B は、M型矮星の顕著な特徴である TiO による吸収が見られなかった。その後 GD 165B のような天体が多数発見され、L型 という新しいスペクトル分類が作られた。L型は、可視光線の赤い波長のスペクトルにおいて、TiO と VO の金属酸化物の吸収バンドではなく、金属水素化物 (鉄水素化物 (FeH)、水素化クロム (CrH)、水素化マグネシウム (MgH)、水素化カルシウム (CaH)) の放射バンドと、アルカリ金属の原子の顕著なスペクトル線の存在によって定義される。
2013年の時点では 900 個を超えるL型褐色矮星が、主に 2MASS や DENIS、スローン・デジタル・スカイサーベイといった広視野サーベイによって同定されている。褐色矮星よりも重い質量 (80木星質量以上) を持つが最も低温な主系列の恒星は L2 か L3 のスペクトル型を持つため、このスペクトル型は褐色矮星のみを含むわけではない。

### T型褐色矮星

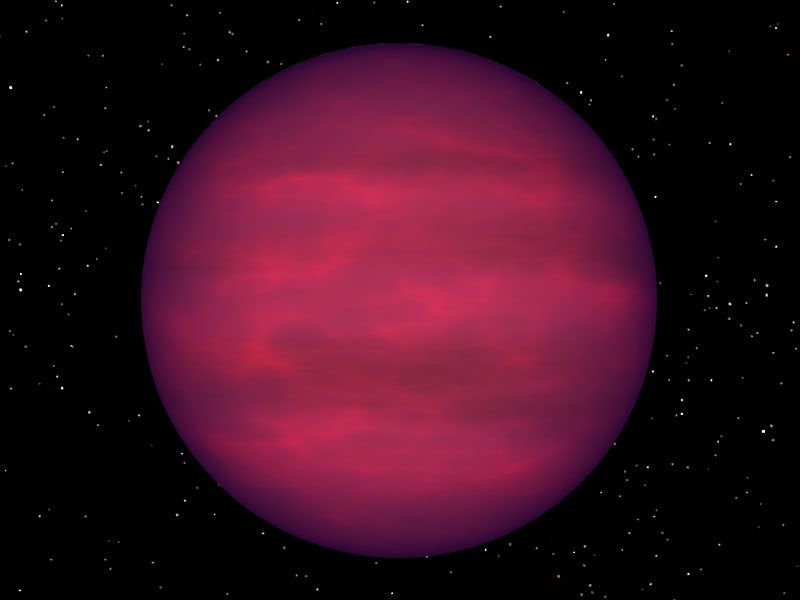
T型褐色矮星の想像図。

GD 165B がL型褐色矮星の原型であるのと同様に、グリーゼ229BはT型という新しいスペクトル分類の原型である。L型矮星の近赤外線スペクトルが H2O と一酸化炭素 (CO) による強い吸収バンドを見せる一方、グリーゼ229Bの近赤外線スペクトルはメタン (CH4) の吸収バンドで占められている。この特徴は、太陽系の巨大ガス惑星とタイタンでのみ見られるものである。CH4、H2O と水素分子 (H2) の衝突誘起吸収によって、グリーゼ229Bの近赤外線での色は短波長側が強くなっている。また可視光線の赤い波長でのスペクトルの傾きは急であり、L型矮星を特徴付ける FeH と CrH が欠けている。代わりに、アルカリ金属のナトリウムとカリウムに由来する非常に広い吸収の特徴の影響を受けている。これらの違いを受け、J. Davy Kirkpatrick はHバンドとKバンドにメタンの吸収が見られる天体に対してT型というスペクトル分類を提案した。
2013年時点で、355個のT型褐色矮星の存在が知られている。T型矮星の近赤外線での分類方法は、後に Adam Burgasser と Tom Geballe によって改良されている。理論的な研究では、L型矮星は非常に低質量の恒星と亜恒星天体 (褐色矮星) の両方が混在している一方、T型矮星のクラスは全てが褐色矮星で構成されていることが示唆されている。
T型矮星のスペクトルの緑色の部分でナトリウムとカリウムの吸収が起きているため、人間の視覚での実際の見た目は褐色ではなく、マゼンタに見えるだろうと推定される。WISE J031624.35+430709.1 (WISE 0316+4307) などのT型褐色矮星は、太陽から100光年以遠にわたる範囲で検出されている。

### Y型褐色矮星

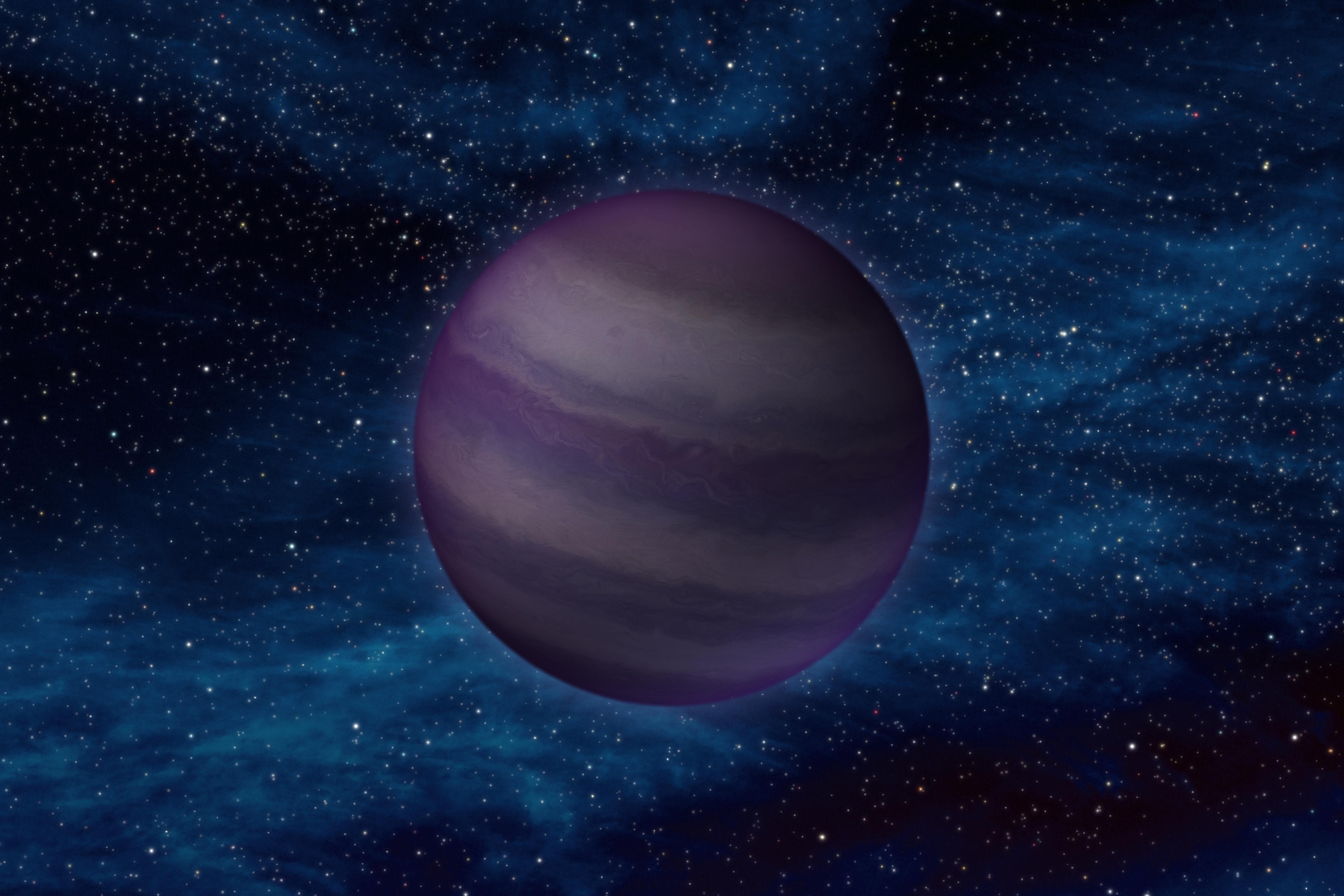
Y型褐色矮星の想像図

Y型の分類に何が含まれるべきかについては議論がある。Y型褐色矮星は、T型よりもさらに低温であると考えられている。この分類の天体はモデル化されてはいるものの 、原型である天体が分かっている、よく定義されたスペクトルの配置は存在しない。
2009年、非常に低温な褐色矮星が 500-600 K の有効温度を持っていると推定され、これらにはスペクトル分類として T9 が与えられた。これらの天体は、CFBDS J005910.90–011401.3、ULAS J133553.45+113005.2、ULAS J003402.77−005206.7 である。これらの天体のスペクトルは、1.55 マイクロメートル周辺に極大を持っている。Philippe Delorme らによる研究では、このスペクトルの特徴はアンモニアの吸収に起因することが示唆された。またこの特徴の有無がT型とY型の遷移の指標とされ、これらの天体は Y0 型とされた。しかし、この特徴は水とメタンの吸収との区別が難しく、別の研究者らは Y0 の分類を与えたのは時期尚早であると述べている。
2010年4月、新しく発見された超低温の2つの準褐色矮星 UGPS 0722-05 と SDWFS 1433+3 が、スペクトル型 Y0 の原型となる天体として提案された。
2011年2月に Kevin Luhman らは論文で、近傍の白色矮星の伴星である、温度が 300 K、質量が木星の7倍の「褐色矮星」の発見を報告した。この天体は質量としては惑星ではあるが、David R. Rodriguez らはこの天体は惑星と同様の過程では形成されなかっただろうと指摘している。
その直後、Michael C. Liu らは非常に低質量の褐色矮星を公転する「非常に低温」(370 K) な褐色矮星の発見を報告した。その論文の中で、Liu らは「この低い光度、非定形な色と低い温度のため、CFBDS J1458+10B は仮説上のスペクトルY型の有望な候補である」と述べている。
2011年8月、科学者たちは NASA の広域赤外線探査衛星 (WISE) のデータを用いて6個のY型矮星を発見した。これらは恒星のような天体でありながら人体と同程度の温度を持っている。

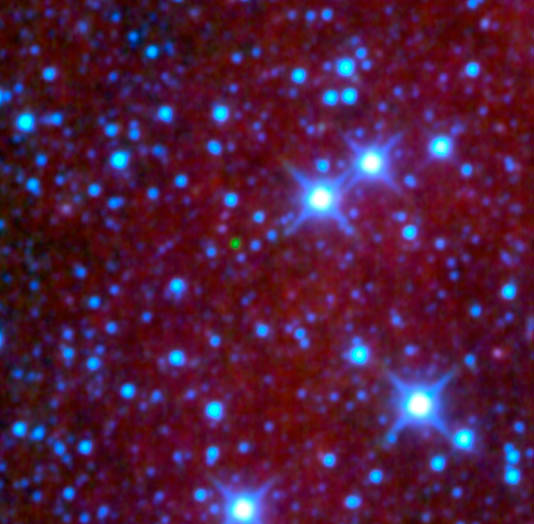
WISE 0458+6434 は WISE で発見された初めての超低温褐色矮星 (図中の緑点)。画像の緑色・青色は、赤外線波長での観測を加工したものである。

WISE の観測データからは、数百もの新しい褐色矮星の存在が明らかになった。これらのうち、14個が低温のY型に分類されている。そのうちの1つである WISEPA J182831.08+265037.8 (WISE 1828+2650) は、2011年8月の時点では褐色矮星としては最も低温という記録を持っていた。可視光線をほとんど放射しておらず、恒星というよりは自由浮遊惑星に類似している。WISE 1828+2650 は当初、大気の温度が 300 K を下回ると推定されていた。これは室温に近い温度である。この推定温度は後に改定され、250-400 K と推定されている。
2014年4月には、WISE J085510.83-071442.5 (WISE 0855-0714) が 225-260 K の温度を持ち、質量は 3-10 木星質量であるとの推定が発表された。この天体は視差も非常に大きく、観測された値は太陽系から 7.2 ± 0.7 光年の近距離にあることを意味している。

## 観測

### 褐色矮星のスペクトルと大気の特性
L型とT型矮星からの放射は、大部分が 1-2.5 µm の近赤外線領域で起きる。晩期M型からL型、T型にわたって天体の温度が低下することにより、中性原子による比較的細いスペクトル線から、分子による広いバンドに至るまで、多様な特徴を含む豊かな近赤外線スペクトルが生み出される。これらの特徴は全て、温度、重力と金属量に対する異なる依存性を示す。さらに、このような低温環境であるため、気体成分の凝縮と粒子の形成が促進される。
これまでに知られている褐色矮星の典型的な大気は、温度が 2200 K から 750 K にわたっている。定常的な内部での核融合により自らを加熱している恒星と比較すると、褐色矮星は時間の経過とともに急速に冷却する。より重い褐色矮星は、軽いものよりもゆっくりと冷える。

### 観測技術

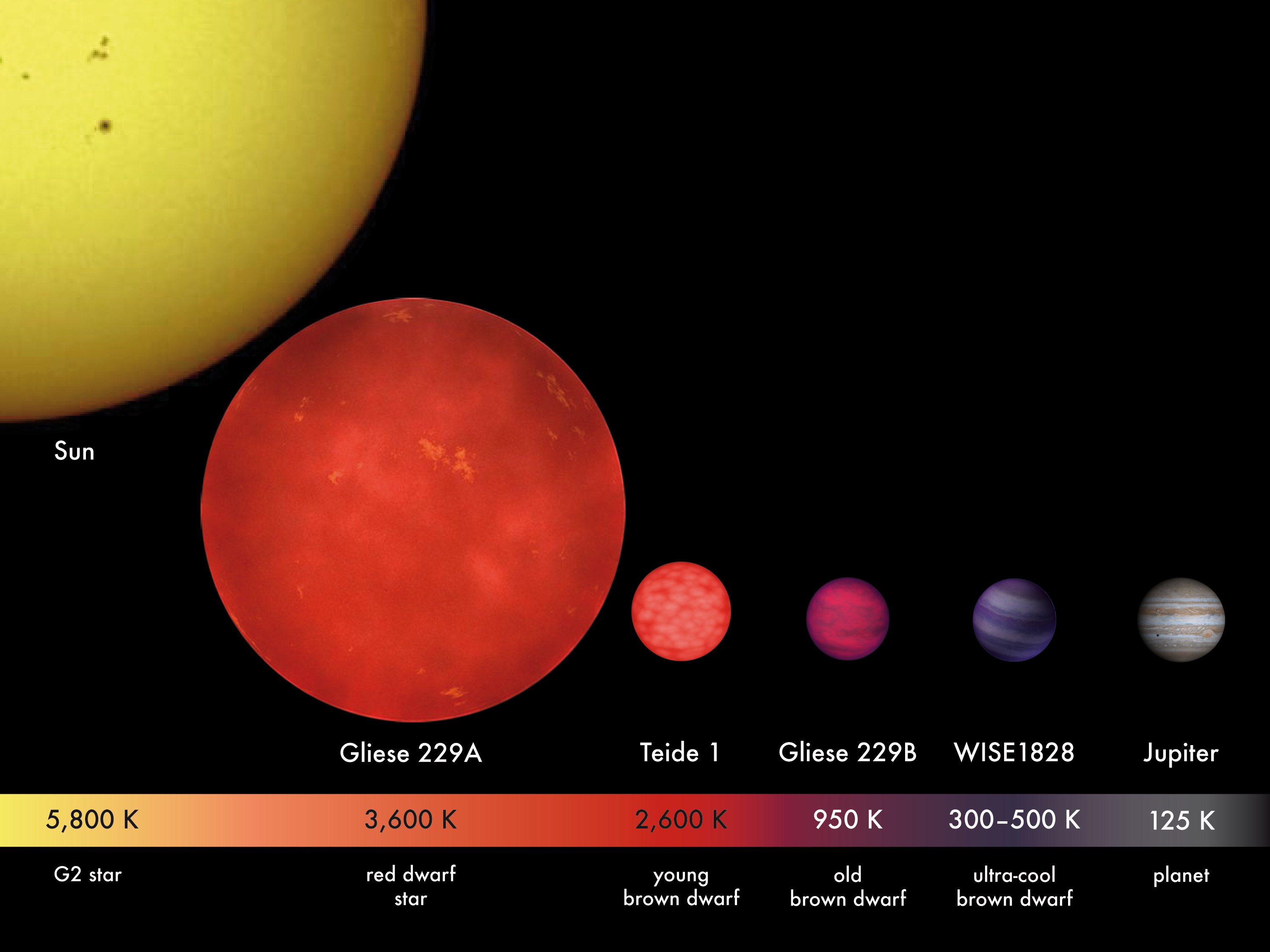
太陽、木星、赤色矮星のグリーゼ229Aと比較した、褐色矮星 Teide 1、グリーゼ229B、WISE 1828+2650

グリーゼ229Bを含む、明るい恒星を公転する暗い天体を検出するために、近年はコロナグラフが使用されている。また Teide 1 を含む、暗い天体の集団を探査するために、CCD を備えた感度の高い望遠鏡が使用されている。その他、広視野の探査により Kelu-1 のような個々の暗い天体が同定されている。
褐色矮星は、しばしば太陽系外惑星を発見するサーベイ観測によって発見される。太陽系外惑星の発見方法は褐色矮星に対しても適用することができるが、褐色矮星は検出するのがより容易である。
褐色矮星はその強い磁場のため、電波の強い放射源にもなりうる。アレシボ天文台と超大型干渉電波望遠鏡群での観測プログラムではそのような天体が十数個以上発見されている。これらの天体は、この分類の他の天体と共通の磁気的な特徴を持っているため、超低温矮星とも呼ばれている。褐色矮星からの電波放射を検出することにより、磁場強度の直接測定が可能となる。

### 褐色矮星研究の節目
- 1995年：褐色矮星の存在が初めて実証された。プレアデス星団にあるスペクトル分類 M8 の天体である Teide 1 が、カナリア天体物理研究所ロケ・デ・ロス・ムチャーチョス天文台の望遠鏡の CCD で検出された。メタンの特徴を示す褐色矮星の存在が初めて実証された。20光年の距離にある赤色矮星グリーゼ229Aを公転する褐色矮星グリーゼ229Bが、パロマー山のパロマー天文台にある1.5メートル反射望遠鏡での補償光学を用いたコロナグラフ観測によって発見された。その後、5メートル口径のヘール望遠鏡を用いた赤外線の追加分光観測によりメタンが存在することが示された。
- 1998年：X線を放射する褐色矮星が初めて発見された。カメレオン座にある暗黒星雲 Chamaeleon I にある M8 型天体の Cha Hα 1 が、対流を起こしている晩期型の恒星と同様にX線の放射源であることが突き止められた。
- 1999年12月15日：褐色矮星でのX線フレアが初めて検出された。カリフォルニア大学の研究者チームが、16光年離れた位置にある60木星質量の天体 LP 944-20 をチャンドラを用いて観測し、2時間にわたるフレアを捉えた[67]。
- 2000年7月27日：褐色矮星からの電波放射 (フレアおよび静穏状態のもの) が初めて検出された。超大型干渉電波望遠鏡群の学生チームが、LP 944-20 からの電波放射を検出した[68]。
- 2014年4月25日：これまでで最も低温な褐色矮星が発見された。WISE 0855-0714 は7.2光年の距離にある太陽系に7番目に近い天体であり、温度は -48℃から -13℃ である[65]。

### X線源としての褐色矮星

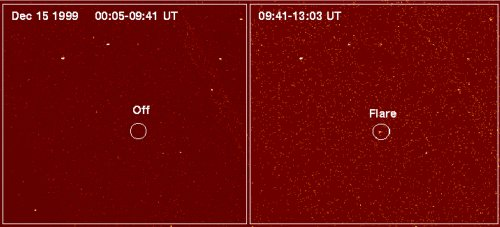
LP 944-20 のフレア前とフレア最中のチャンドラX線観測衛星による画像

1999年以降の褐色矮星でのX線フレアの検出は、非常に低質量の恒星と同じく褐色矮星の中でも磁場の変化が発生していることを示唆している。
中心部の強い原子核エネルギー源が存在しないため、褐色矮星の内部は急速な沸騰状態、もしくは対流状態にある。大部分の褐色矮星が示す高速な自転状態と対流とが合わさることにより、表面付近において強力で絡み合った磁場が発達するための条件が整う。チャンドラX線観測衛星によって LP 944-20 で観測されたフレアは、褐色矮星の表面直下にある乱流状態の磁化した高温の物質に起因する可能性がある。表面下でのフレアは大気に熱を伝え、雷のようにX線フレアを発生させうる。フレアを起こしていない期間には LP 944-20 からのX線が観測されなかったことも重要な結果である。この結果は褐色矮星で生成される定常的なX線の強度に対して観測的な下限値を与え、褐色矮星の表面温度が 2800 K 未満にまで冷えて電気的に中性になるとコロナが消失することを示した。
NASA のチャンドラを用いた観測で、科学者らは多重星系 TWA 5 にある低質量の褐色矮星からのX線を検出した。これは主星に近い位置にある褐色矮星がX線で分解された初めての例である。中央大学の坪井陽子は「私たちのチャンドラのデータは、このX線は褐色矮星の約300万度のコロナプラズマに起因することを示している」と述べている。また、坪井は「この褐色矮星はX線では現在の太陽と同程度に明るいが、太陽の50分の1の質量を持つ」とし、この観測は、重い惑星でさえも若いうちはX線を放射する可能性があることを示すものだと述べている。

### 電波源としての褐色矮星
褐色矮星は最大で6キロガウスの強度の磁場を維持できる。褐色矮星のおよそ 5-10% は強い磁場を持ち電波を放出していると思われ、またモンテカルロ法を用いたモデル化と褐色矮星の平均空間密度からは、太陽から25パーセク以内には40個程度の磁場を持った褐色矮星が存在すると見られている。電波の向きの規則的で周期的な反転は、褐色矮星の磁場の構造が周期的に反転していることを示唆するものである可能性がある。これらの反転は太陽活動周期と同様に、褐色矮星の磁気的な活動サイクルの結果であるかもしれない。

### 近年の発展
カメレオン座の500光年離れた距離にある褐色矮星 Cha 110913-773444 では、小型の惑星系が形成されつつある段階の可能性がある。ペンシルベニア州立大学の天文学者が、太陽系を形成したと考えられているものに似た、ガスと塵の円盤と思われるものを検出している。Cha 110913-773444 は質量が木星の8倍とこれまでに発見されている褐色矮星の中では最も軽いものであり、もし惑星系が形成された場合は、惑星系を持つ天体として最も小さなものになるだろうと考えられる。
既知の褐色矮星候補天体の最近の観測では、赤外線放射での増光と減光のパターンの存在が明らかになっている。これは、強い風によってかき混ぜられている高温の内部を隠している、比較的低温で分厚い雲の存在を示唆する現象である。このような天体における気象は極めて強烈なものであると考えられており、木星の有名な嵐と類似しているがそれよりも遥かに猛烈である。
2013年1月8日、NASA のハッブル宇宙望遠鏡とスピッツァー宇宙望遠鏡を用いて、褐色矮星 2MASS J22282889–4310262 の荒々しい大気の観測が行われた。この観測により、これまでで最も詳細な褐色矮星の「天気図」が作成された。この天体には、風によって駆動される、惑星サイズの雲が存在することが示されている。この研究は、褐色矮星だけではなく、太陽系外の惑星の大気をよりよく理解するための足がかりになるものである。
NASA の WISE ミッションでは、200個の新しい褐色矮星が検出されている。太陽系の近傍にある褐色矮星は、これまでに考えられていたよりも少ないと考えられる。褐色矮星の存在個数は、過去に予想されていた恒星1個あたり1個の割合ではなく、恒星6個あたりに褐色矮星1個の比率であると推定される。
2017年8月には、スピッツァー宇宙望遠鏡を用いた、褐色矮星の雲の厚みの変化によって引き起こされる赤外線輝度の変動のモニタリング観測の研究結果が公表された。この観測では、海王星や他の太陽系内の巨大惑星ものと似た、大気中を伝播する大規模な波の存在が明らかにされた。これらの大気波は雲の厚みを変化させ、おそらくは差動回転の影響により異なる速度で伝播する。

## 褐色矮星まわりの惑星

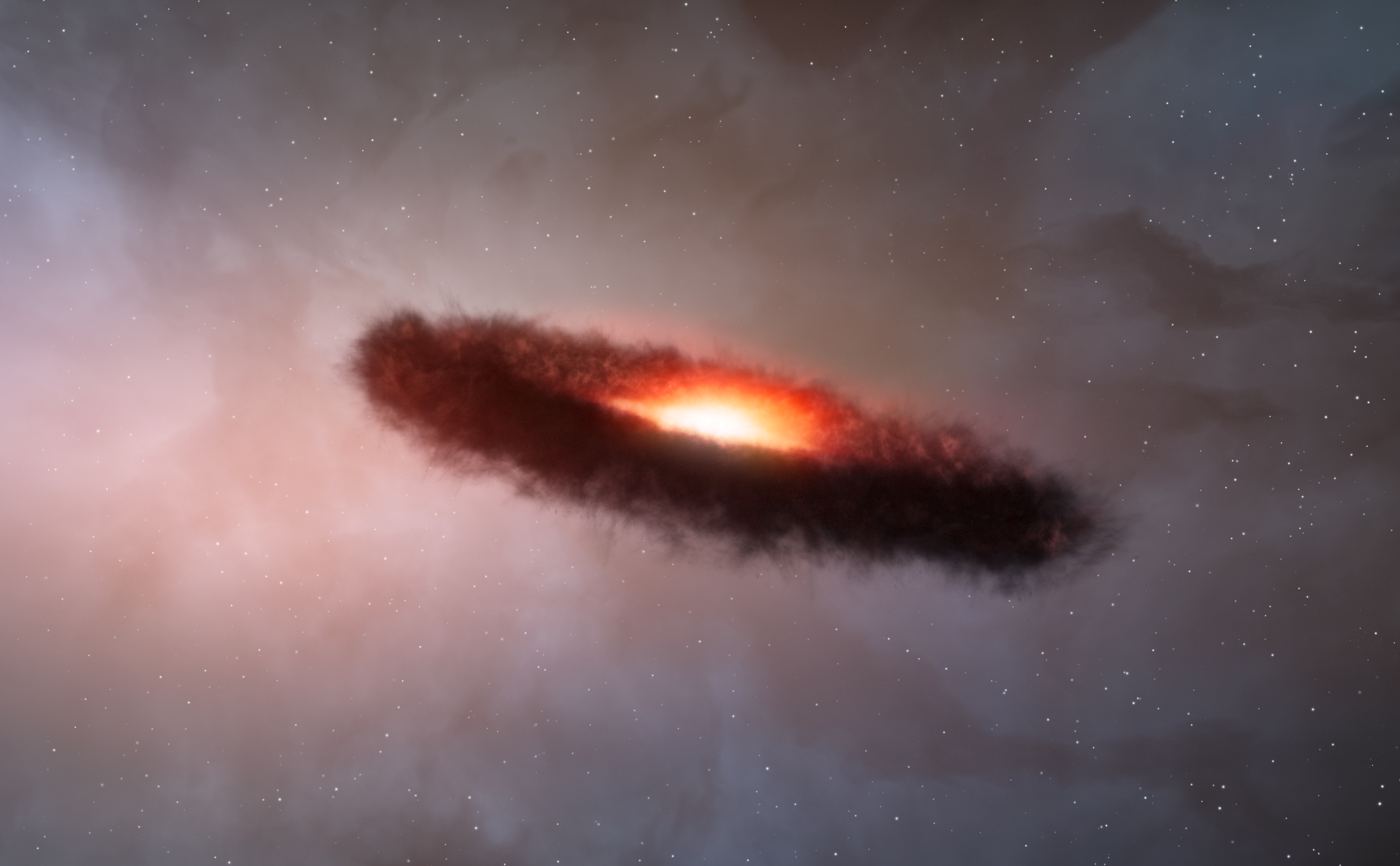
褐色矮星まわりのガスと塵の円盤の想像図

木星を超える質量を持つ天体である 2M1207b と 2MASS J04414489+2301513 は、主星の褐色矮星の周りを大きな軌道間隔で公転している。このような比較的重く遠方を公転している天体は、降着起源ではなく分子雲の重力収縮から形成されたと考えられ、惑星というよりは準褐色矮星に属するものだと考えられる。ChaHα8 という褐色矮星を公転する低質量の伴星が視線速度法を用いて初めて発見されたことにより、数天文単位やそれよりも小さい距離で褐色矮星を公転する惑星を検出する道が開かれた。しかし ChaHα8 の主星と伴星の質量比はおよそ0.3であり、この系もどちらかと言うと連星系に類似している。その後2013年に、褐色矮星を比較的小さい軌道距離で公転する初めての惑星質量天体 OGLE-2012-BLG-0358Lb が発見された。2015年には、褐色矮星を公転する初めての地球質量程度の惑星 OGLE-2013-BLG-0723LBb が発見された。
褐色矮星の周りの星周円盤は、恒星の周りにある円盤と同じ特徴を多く持っていることが分かっている。そのため、褐色矮星の周囲にも降着によって形成された惑星が存在することが予想される。褐色矮星周りの円盤は質量が小さいため、大部分の惑星はガス惑星ではなく地球型惑星であろうと考えられる。もし巨大惑星が視線方向を横切るように褐色矮星を公転していた場合、これらの天体は直径がおおむね同程度であるため、トランジットによる変光度合いは大きなものになる。褐色矮星周りの惑星に対する降着領域は褐色矮星自身に非常に近いため、潮汐力が強い影響を及ぼすだろうと考えられる。
褐色矮星の周りの円盤は恒星のものと比べて酸素が少なく炭素に富むことが観測から示唆されている。このため、褐色矮星の周りで形成される岩石惑星は、太陽系の岩石惑星と比べて炭素化合物を多く含むかもしれないと考えられている。
2016年の研究では、スピッツァー宇宙望遠鏡による観測結果に基づくと、褐色矮星の周りの惑星を少なくとも1個、95%の信頼度で検出するためには、175個の褐色矮星をモニターする必要があるとの推定が行われている。

### 生命居住可能性
褐色矮星を公転する仮説上の惑星の生命居住可能性についての研究が行われている。数値モデルでは褐色矮星が生命居住可能な惑星を持つための条件は厳しいことが示唆されており、ハビタブルゾーンは狭く、褐色矮星が冷えるに従って時間とともに減少し、内側に移動していく。惑星が全球凍結を免れ、なおかつ強い潮汐加熱によって生命が居住不可能になるような温室効果が引き起こされないためには、惑星が褐色矮星から適切な距離をとって公転していると同時に、軌道離心率が十分に小さい必要があるとされている。

## 特徴的な褐色矮星
- WD 0137-349 B：主星の赤色巨星の段階を生き延びたことが確認された初めての褐色矮星[88]。
- 1984年、一部の天文学者により、太陽系近傍を通過する恒星と同様にオールトの雲と相互作用を起こしうる、未検出の褐色矮星(しばしばネメシスと呼ばれる)が太陽の周囲を公転しているという仮説が提唱された。しかしこの仮説は支持を得られなくなっている[89]。

| 記録                                 | 名称                             | スペクトル分類 | RA/Dec                    | 星座           | 備考                                                        |
| ------------------------------------ | -------------------------------- | -------------- | ------------------------- | -------------- | ----------------------------------------------------------- |
| 初発見                               | Teide 1                          | M8             | 3h47m18.0s +24°22'31"     | おうし座       | 1989年、1994年に撮像                                        |
| コロナグラフでの初発見               | グリーゼ229B                     | T6.5           | 06h10m34.62s −21°51'52.1" | うさぎ座       | 1994年発見                                                  |
| 初の惑星質量天体を持つ天体           | 2M1207                           | M8             | 12h07m33.47s −39°32'54.0" | ケンタウルス座 |                                                             |
| 初の原始惑星系円盤を持つ天体         |                                  |                |                           |                |                                                             |
| 初の双極流を持つ天体                 |                                  |                |                           |                |                                                             |
| 初の単独の天体                       | Teide 1                          | M8             | 3h47m18.0s +24°22'31"     | おうし座       |                                                             |
| 初の恒星の伴星                       | グリーゼ229B                     | T6.5           | 06h10m34.62s −21°51'52.1" | うさぎ座       |                                                             |
| 初の分光連星                         | PPL 15 A, B                      | M6.5           |                           | おうし座       | [ 90 ]                                                      |
| 初の食連星                           | 2M0535-05                        | M6.5           |                           | オリオン座     | [ 91 ] [ 92 ]                                               |
| 初のT型褐色矮星連星                  | インディアン座ε星Ba, Bb          | T1 + T6        |                           | インディアン座 | 距離：3.626 pc                                              |
| 初の褐色矮星三重連星                 | DENIS-P J020529.0-115925 A, B, C | L5, L8, T0     | 02h05m29.40s −11°59'29.7" | くじら座       | [ 94 ]                                                      |
| 初の銀河ハロー内の褐色矮星           | en:2MASS 0532+8246               | sdL7           | 05h32m53.46s +82°46'46.5" | ふたご座       | [ 95 ]                                                      |
| 初の晩期M型褐色矮星                  | Teide 1                          | M8             | 3h47m18.0s +24°22'31"     | おうし座       |                                                             |
| 初のL型褐色矮星                      |                                  |                |                           |                |                                                             |
| 初のT型褐色矮星                      | グリーゼ229B                     | T6.5           | 06h10m34.62s −21°51'52.1" | うさぎ座       |                                                             |
| 最も晩期のT型星                      | ULAS J003402.77−005206.7         | T9             |                           | くじら座       | [ 96 ]                                                      |
| 初のY型褐色矮星First with Y spectrum | CFBDS J005910.90–011401.3        | ~Y0            |                           |                | 他のT型褐色矮星にも類似しているため、T9型にも分類されている |
| 初のX線放射天体                      | Cha Halpha 1                     | M8             |                           | カメレオン座   |                                                             |
| X線フレアの初検出                    | LP 944-20                        | M9V            | 03h39m35.22s −35°25'44.1" | ろ座           | 1999年                                                      |
| 電波の初検出 (フレア時と静穏時)      | LP 944-20                        | M9V            | 03h39m35.22s −35°25'44.1" | ろ座           | 2000年                                                      |
| 電波フレアを持つ最も低温天体         | 2MASSI J10475385+2124234         | T6.5           | 10h47m53.85s +21°24'23.4" | しし座         | 2.7 mJy のバーストを持つ 900 K の天体                       |
| オーロラを持つ可能性のある初の天体   | LSR J1835+3259                   | M8.5           |                           | こと座         | 2015年                                                      |
| 差動回転の初検出                     | TVLM 513-46546                   | M9             | 15h01m08.3s +22°50'02"    | うしかい座     | 赤道が極よりも0.022ラジアン/日速く自転している              |

この一覧は未完成です。加筆、訂正して下さる協力者を求めています。
| 記録         | 名称                       | スペクトル分類 | RA/Dec                    | 星座         | 備考                                                                                          |
| ------------ | -------------------------- | -------------- | ------------------------- | ------------ | --------------------------------------------------------------------------------------------- |
| 最も古い     |                            |                |                           |              |                                                                                               |
| 最も若い     |                            |                |                           |              |                                                                                               |
| 最も重い     | SDSS J010448.46+153501.8   | usdL1.5        | 01h04m48.46s +15°35'01.8" | うお座       | 距離が ~180-290 pc、木星質量の88.5-91.7倍で、恒星との遷移領域にある                           |
| 金属量豊富   |                            |                |                           |              |                                                                                               |
| 金属量欠乏   | SDSS J010448.46+153501.8   | usdL1.5        | 01h04m48.46s +15°35'01.8" | うお座       | 太陽金属量の ~0.004倍                                                                         |
| 最も軽い     | OTS 44                     | M9.5           |                           | カメレオン座 | 11.5-15木星質量、距離 ~550光年                                                                |
| 最も大きい   |                            |                |                           |              |                                                                                               |
| 最も小さい   |                            |                |                           |              |                                                                                               |
| 最も高速自転 | WISEPC J112254.73+255021.5 | T6             | 11h22m54.73s +25°50'21.5" | しし座       | 自転周期 17、35、もしくは52分                                                                 |
| 最も遠い     | WISP 0307-7243             | T4.5           | 03h07m45.12s −72°43'57.5" |              | 距離 400 pc                                                                                   |
| 最も近い     | WISE J104915.57-531906.1   |                |                           |              | およそ6.5光年                                                                                 |
| 最も明るい   | ティーガーデン星           | M6.5           |                           |              | jmag=8.4、ただし赤色矮星の可能性が高い                                                        |
| 最も暗い     | WISEPA J182831.08+265037.8 | Y2             |                           |              | jmag=23                                                                                       |
| 最も高温     |                            |                |                           |              |                                                                                               |
| 最も低温     | WISE J085510.83-071442.5   |                |                           |              | -48〜-13度                                                                                    |
| 最も高密度   | COROT-3b                   |                |                           |              | 22木星質量、で木星半径の 1.01±0.07 倍の大きさを持ち、標準状態でのオスミウムよりわずかに高密度 |
| 最も低密度   |                            |                |                           |              |                                                                                               |

| 名称                           | 距離           | スペクトル型     | 質量（太陽比）      | 星座             | 特徴                                                 |
| ------------------------------ | -------------- | ---------------- | ------------------- | ---------------- | ---------------------------------------------------- |
| WISE J104915.57-531906.1 A / B | 6.52 ± 49      | L8 ± 1 / L-T境界 | ?                   | ほ座             | 最も近い褐色矮星。最も近い褐色矮星の連星系。         |
| WISE J085510.83-071442.5       | 7.175± 0.7     | Y                | ?                   | うみへび座       | 単独の褐色矮星としては最も近く、最も表面温度が低い。 |
| WISEPC J150649.97+702736.0     | 11.1 +2.3/-1.3 | T6               | ?                   | こぐま座         |                                                      |
| インディアン座ε星 Ba           | 11.8           | T1V              | 0.043-              | インディアン座   | メタンの吸収線を持つ                                 |
| UGPS 0722-05                   | 13             | T10?             | 0.005-0.03          | いっかくじゅう座 | メタンと水の吸収線を持つ                             |
| インディアン座ε星 Bb           | 11.8           | T6V              | 0.028-              | インディアン座   | メタンの吸収線を持つ                                 |
| SCR 1845-6357 b                | 12.6 ± 0.7     | T4.5-6.5V        | 0.009-0.065         | くじゃく座       | メタンの吸収線を持つ                                 |
| DEN 1048-3956                  | 13.2 ± 0.1     | M8.5V            | 0.06-0.09           | ポンプ座         | 赤色矮星の可能性がある                               |
| DEN 0255-4700                  | 16.2 ± 0.3     | L7.5V            | 0.07                | エリダヌス座     | NOAO プレスリリース                                  |
| LP 944-20                      | 16.3           | M9.0V            | 0.056-0.064         | ろ座             | 閃光星                                               |
| 2MASS 1835+3259                | 18.5 ± 0.05    | M8.5V            | 0.07                | ヘルクレス座     | RECONS                                               |
| 2MASS 0415-0935                | 18.7 ± 0.3     | T8V              | ?                   | エリダヌス座     | メタンの吸収線を持つ                                 |
| グリーゼ229 B                  | 18.8           | T6.5V            | 0.025-0.065         | うさぎ座         | A-b間距離39AU、メタンの吸収線を持つ                  |
| グリーゼ570 d                  | 19.3           | T7-8V            | 0.03-0.07           | てんびん座       | ABC-d間距離1500AU、メタンの吸収線を持つ              |
| 2MASS 0937+2931                | 20.0 ± 0.5     | T6Vp             | ?                   | ろくぶんぎ座     | メタンの吸収線を持つ                                 |
| 2MASS J15074769-1627386        | 23.9 ± 0.1     | L5V              | ?                   | てんびん座       |                                                      |
| 2MASS J00361617+1821104        | 28.6 ± 0.2     | L3.5V            | ?                   | うお座           |                                                      |
| 2MASS 0727+1710                | 29.6 ± 0.5     | T7V              | ?                   | ふたご座         |                                                      |
| 2MASS 0559-1404                | 33.4 ± 0.4     | T5V              | ?                   | うさぎ座         | メタンの吸収線を持つ                                 |
| 2MASS 1237+6526                | 34.0 +1.8/-1.6 | T6.5Ve           | ?                   | りゅう座         | メタンの吸収線を持つ                                 |
| 2MASS 1047+2124                | 34.4 +1.3/-1.4 | T6.5V            | ?                   | しし座           | メタンの吸収線を持つ                                 |
| 2MASS J08251968+2115521        | 34.4 ± 0.4     | L7.5V            | ?                   | かに座           |                                                      |
| 2MASS J02431371-2453298        | 34.8 +1.3/-1.4 | T6V              | ?                   | くじら座         | メタンの吸収線を持つ                                 |
| WISEPA J182831.08+265037.8     | 36.5 +4.2/-3.3 | > Y2             | 0.0029 - 0.0057     | こと座           | 表面温度25℃と推定される、最も低温の褐色矮星。        |
| LHS 102bc                      | 42.4 ± 2.2     | L5V              | ?                   | ほうおう座       | GJ 1001bc                                            |
| へびつかい座ν星 bc             | 150.7 ± 1.8    | ?                | b: 0.0209 c: 0.0234 | へびつかい座     | 1:6の軌道共鳴をしている。                            |